# Bretoncelles
Bretoncelles är en kommun i departementet Orne i regionen Normandie i nordvästra Frankrike. Kommunen ligger i kantonen Rémalard som tillhör arrondissementet Mortagne-au-Perche. År 2022 hade Bretoncelles 1 462 invånare.

## Befolkningsutveckling
Antalet invånare i kommunen Bretoncelles
| Referens: INSEE |